# 松原神社 (小田原市)

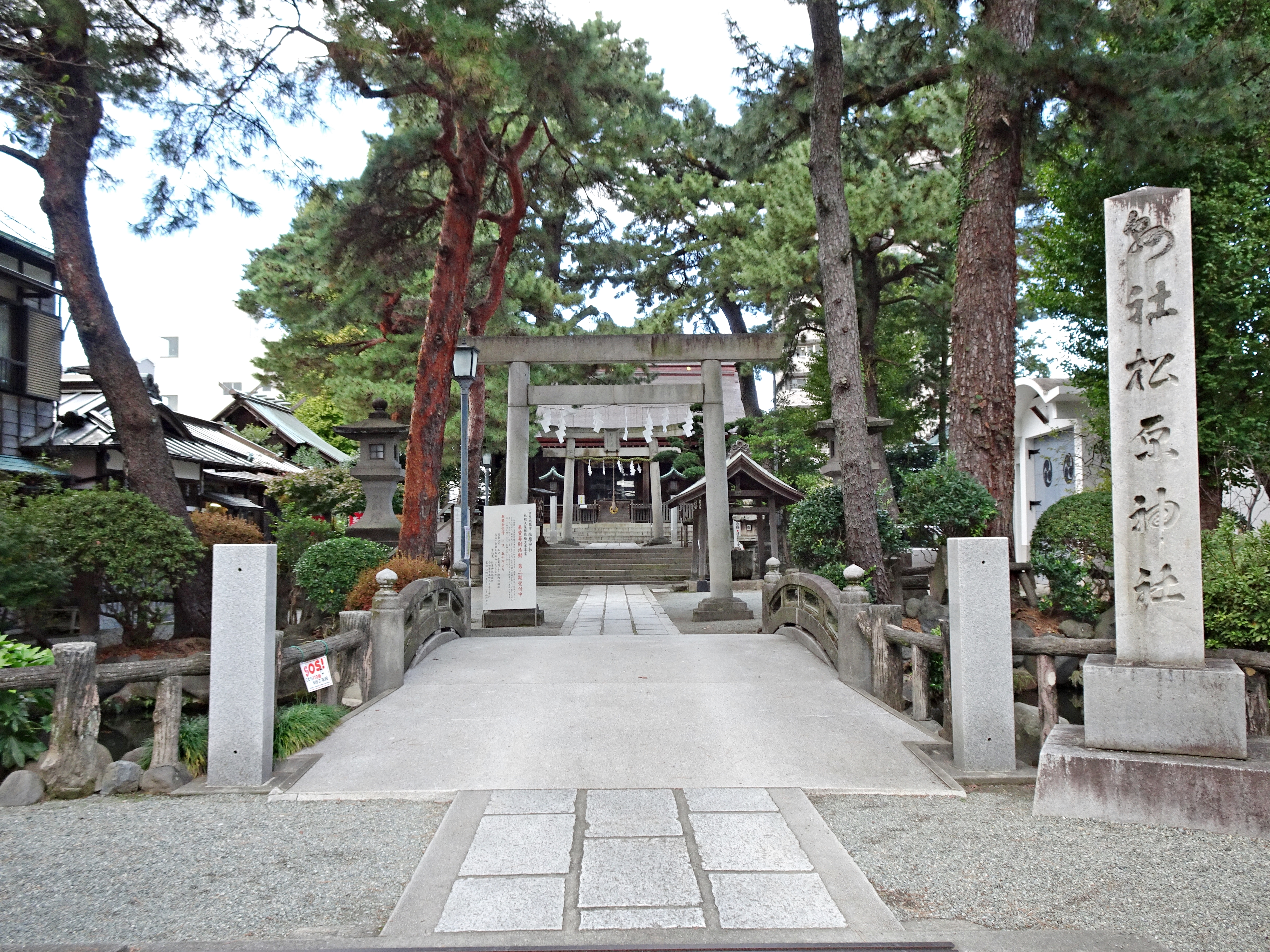
参道と鳥居

松原神社（まつばらじんじゃ）は神奈川県小田原市にある神社である。小田原宿総鎮守。

## 歴史
創建の時期は不明。かつては鶴の森明神、松原大明神等と呼ばれていた。後北条氏が社領を寄進するなどして崇敬した。稲葉氏、大久保氏からも崇敬され、小田原宿の総鎮守とされた。1869年（明治2年）に松原神社と改称し、1873年（明治6年）1月に県社に列せられた。

## 祭神
- 日本武命
- 素戔嗚命
- 宇迦之魂命（稲荷神）

## 境内
- 本殿
- 狛犬
- 社務所
- 神庫（神輿倉庫）
- 手水舎
- 石灯籠
- 鳥居

### 境内社
- 住吉神社
- 鹿島神社
- 手置神社
- 稲荷神社
- 八幡神社

## 文化財
- 多古保存会の小田原囃子（神奈川県指定無形民俗文化財）

## 祭事
例大祭は古くは1月中旬に本祭、9月中旬に小祭が行われていたが、幾多の変遷を経て、現在は小田原北條五代祭りに合わせて5月初頭に例大祭を行い、1月と9月に小祭を行う形になっている。
- 1月1日 - 元旦祭
- 1月14日 - 小祭
- 2月3日 - 節分祭
- 2月不定期 - 祈年祭
- 5月3日〜5月5日 - 例大祭
- 9月14日 - 小祭
- 11月不定期 - 新嘗祭

## 例祭

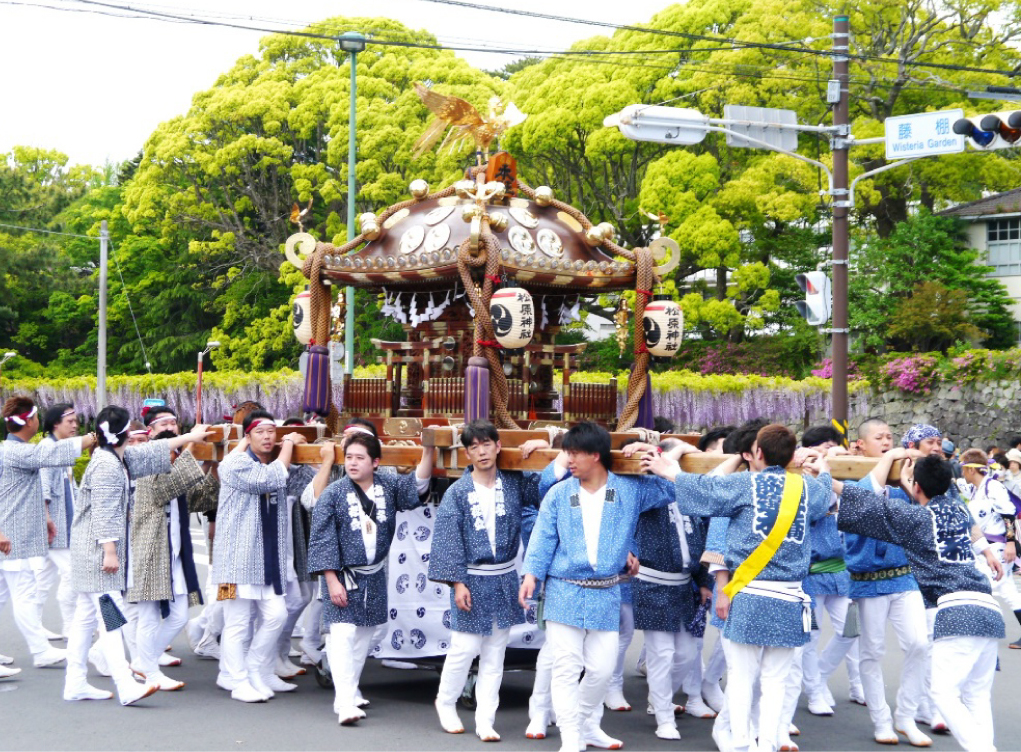
筋違橋・欄干橋による町内渡し渡御、藤棚にて。

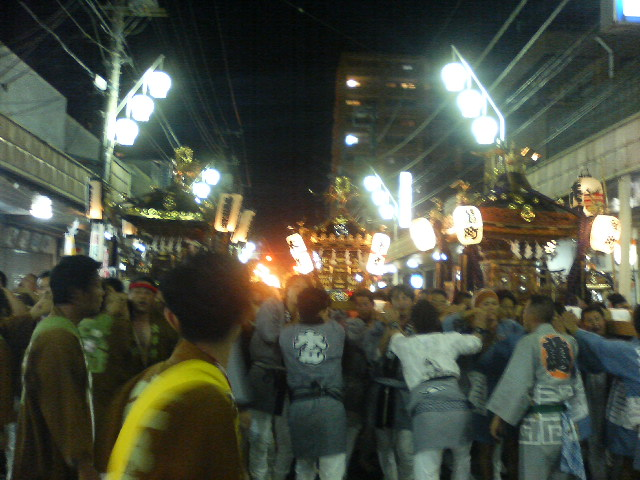
3基合体した町会神輿、宮入り前の青物町

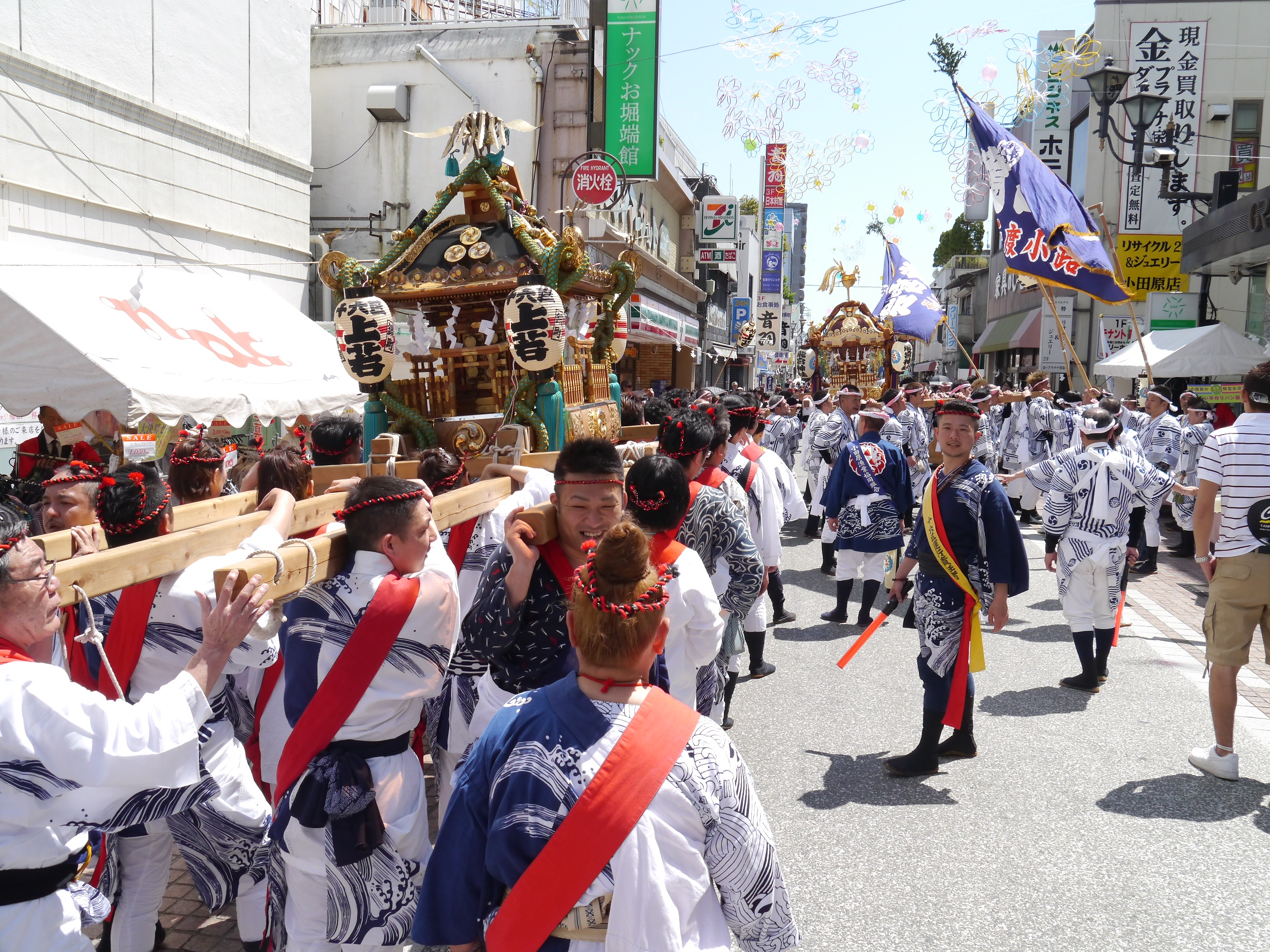
小田原駅周辺に集まり始めた神輿と山車。

### 歴史・由来
記録として残るのは新編相模風土記にある天保年間の記述が最も古いと思われ、主に漁師の祭りとして千度小路、古新宿（こしんしゅく）の漁師を中心に行われてきた歴史を持つ。今では漁業関係者は激減したが、神輿は小田原担ぎ（小田原流）と呼ばれる漁船に見立てた独特な担ぎ方で渡御されるなど、現在でも漁師の祭りとしての名残を見ることができる。

### 開催日時と変遷
開催日時は毎年5月3日から5日に行われている。
松原神社では江戸時代から昭和54年まで開催月が1月と4月が交互に入れ替わる様な変遷を経ており、1979年（昭和54年）以前は小田原駅周辺の4神社、（同社の他、大稲荷神社、山王神社、居神神社）の神社毎に別々に行われていたが、小田原北條五代祭り（神事ではなく市の観光行事）の開始に合わせて統合開催されるようになった。

このため、各神社の例祭と北條五代祭りを同一視している観光客、または市民も多く、さらには例祭の参加者ですら同じ祭りと思っている者や、居神・大稲荷・山王神社を知らず、単に「松原の祭り」と捉えている者も少なくない。実際に小田原駅には「祝：松原神社例大祭」という横断幕が例年掲げられており、敷地が氏子地区と重複する大稲荷神社のそれは見られない。

この期間に行われる神事の方の祭りを「“四社”例祭」、「5月の祭り」と呼ぶ人もいる。

　3日のパレード（武者行列）では最後尾に、上記4神社に下府中・富士見神輿連合会を加えた5神社（通称：五社連）が小田原神輿連絡協議会として連合渡御している。他所では見られない神社神輿同士による合体と突っ駆けを見る事ができる。

### 日程概要
5月3日16時から町会神輿の御霊入れが行われ、一部の地区では宵宮を行う所もある。ほとんどの町会は4日から町会神輿（大人・子供または女神輿）、山車（または花車・曳太鼓）を運行している。5日の夕方に宮入りであるが、現在のカタチとなった平成3年（1991年）以降、本社神輿が町会神輿に先駆けて宮入りをする「先入方式」であったが、平成29年（2017年）から全町会神輿、両龍宮神社の後に宮入りを行う「後入方式」に変更された。

### 本社神輿
大正6年に造られた本社神輿は昭和54年 - 平成2年までは牛車に曳かれて渡御されることがあったが、牛がすぐに死んでしまう等の理由により、翌平成3年 - 平成6年は「核要員」と呼ばれた（後の神社神輿会会員）有志による渡御に変更された。この時期は核要員でなければ担ぐことができなかった名誉ある役職であったが、逆に核要員の体力的負担や人員不足により、平成7年からは氏子各町会がその地区を担ぐ持ち回りで担ぐ「渡し方式」で渡御され、「町内渡し」と呼ばれている。なお、本社神輿の御霊入れは4日の朝8時30分前後の宮出し前に行われている。

#### 経路
平成3年以降は、御旅所が2ヶ所＝東（古新宿）の年と、西（千度小路）の年があり、宮入りに向けた還幸コースでは御旅所→国際通り→青物町→神社のコースであったが、平成27年は萬町公民館と高梨町公民館を結ぶ道（通称：かまぼこ通り）を6点棒で巡行した。
　平成27年（西暦2015年）の経路図　本社神輿後入れ開始年の平成29年には、西御旅所からのスタートではあったが、大手前の神酒所を経由し国道1号線を進み、青物町に入るコースを取った。このような流れと、運行上の効率化などの理由から、昭和時代に長らく4つの御旅所があった事を踏まえて、御旅所を各ブロック毎に4つ創る案が浮上している。

### 周辺の様子
5月5日に小田原駅周辺に出ている神輿・山車の数は50以上と言われる事があるが、松原神社だけでも氏子町会は後述の通り28町あり、それぞれが大人神輿の他、子供神輿または花車や山車を出しているので、50に近い数字にはなると推測される。
最も見応えがあるのは、5日夜の各神社の宮入を除いては、5日昼頃の小田原駅前と思われる。松原神社と大稲荷神社の氏子区域が複雑に入り組み重なる部分でもあるため、見渡す限り両神社の神輿と山車だらけになる。

### 例祭の服装（衣装）

#### 町会の衣装
神輿を基準にして見た場合、浴衣と半纏（袢纏｜袢天）が半分ずつほどである。一方のみ採用の地区もあれば、「大人と子供」または「神輿と山車」などで使い分けたり、日や用途で替える地区もある。

半纏については各町会で色が異なり個性的であるが、浴衣は白が基調であるため、一見ではどこの所属か分からない事がある。このためか、浴衣の場合は極彩色のケンカ襷（台宿はタスキ無し、上若、御幸町は片掛けの駅伝ダスキ）をハチマキと合わせて採用している地区が多い。この場合、手には黒地に刺繍入りの腕貫型長手甲を装着している者や地区があるが、このタイプの手甲は紐が付いており、首の後ろで結ぶため、激しい動きにも耐えられる仕様となっている。小田原以外ではほぼ売られていないようで特産品とも言える。既存品で2万円前後、注文品で5万円ほど、特注で足柄刺繍を施された物では推定30万円の物も存在する。

足袋は白または黒（一部地区では紺を採用）であるが、小田原市内他社、足柄・西湘エリアでは白足袋が圧倒的に多いようである。
白衣装で黒を採用している所も多い。長短は個人それぞれの好みで、指定されている町会はないと思われる。なお、他の祭礼と違い、小田原流の神輿は走るため、担ぎ手の中に雪駄・草履の者はいない。

中着は白ダボ・白股引きを採用している会がほとんどである。青物町、一丁田、七枚橋、唐人町は黒・紺を採用している。
これについても、上下共に長短は個人それぞれで異なる。

#### 本社神輿（明神會）の衣装
中着は上下白で、明神會の浴衣がある。
3日北條五代祭りのパレードは、町会などからの有志が担ぐが、役員も含めて全員が明神會の浴衣を着用し、紅白のネジリ鉢巻、赤のケンカ襷、白足袋を着装する。4、5日の例祭は明神會の浴衣を着るのは役員のみで、紫黄のネジリ鉢巻、紫のケンカ襷、黒足袋を着装する。町内渡しの際は担ぎ手は各町会の衣装、宮入り時は各町会衣装に紫黄のネジリ鉢巻を巻く。

### 本社神輿の行列と衣装
※1鳶職（鳶袢纏）　―　天狗（鼻高面＝猿田彦大神）と補助（白張｜白丁）　―　神社旗（白張）　―　お太鼓（白張）　―　榊依代（白張）　―　矛（白張）　―　※2氏子総代（裃）　―　＜高張提灯―大漁旗―弓張提灯―神社神輿＞（明神會・町会衣装）　―　宮司（袍・袴＝神職位階別正装）　と続く。

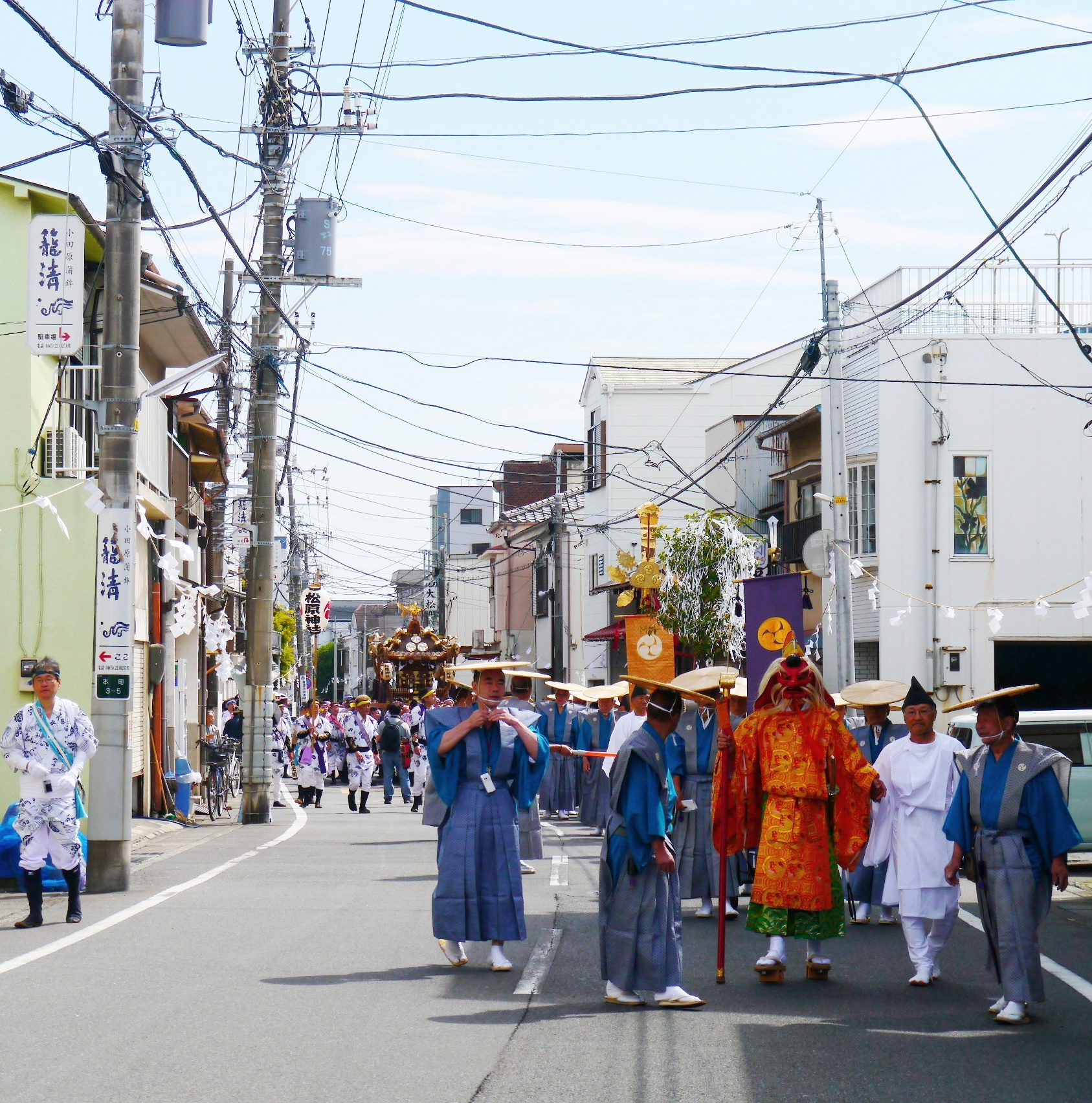
例祭の松原本社行列。前日は羽織袴だった氏子総代の衣装は裃に。

- ※1　2010年を最後に例祭には不参加。行列の先頭で鳶木遣りを歌い、本社神輿の威厳を高め祭りを盛り上げていた。漁師の祭りと言われる松原神社例祭においても、日本の他地区と同様に、祭礼時における鳶職の存在は重要である。
- ※2　本来の位置はここであるが、実際には連絡や神職補助などのため前後にもいることが多い。

### 本社神輿会（明神會）
昭和54年に設立された氏子神輿会を元に、平成7年に「明神會」が発足。氏子町会から選出された有志が役員となり、毎月、各町会からの担当者を含めて定例会を開いている。
活動としては、5月の例祭の神輿・山車の運行管理をメインに、7月の「灯りの祭典：小田原ちょうちん夏まつり」における小田原流の神輿パレードの運行管理・警備を行っているほか、年末年始や節分祭などの奉公（接待・準備・片付）小田原流のアピールなどを行っている。
　当然ながら業務上、小田原流の神輿の充分な経験が必要であり、高張提灯や交通整理なども動きも熟知していないと務まらない。逆に言えば、明神會役員はこの様な知識と経験を備え、限られた枠内をブロック（各町会）代表として選出されているため、責任と名誉のある役職でもある。町会との間に上下関係は無いが役員襷の影響力は大きい。
　本社神輿の役員ではあるが、核要員の時代と違い、担ぎ手が極端に疲労した時・少ない時、または役員の町会地区を除き肩を入れることはほぼ無い。
会員としてのメリットは祭礼全体の運営に携われる他、宮入り時に締めの数唄10番が歌える事などである。デメリットとしては、本社神輿に常時随伴しているため、町会神輿も担げない事（御霊入れ・宮入りは時間的に参加可能）などが挙げられる。

#### 「氏子総代」と明神會役員の違い
- 氏子総代：各町会から2名選出される。全国に存在する氏子総代と役割は変わらないと思われ、町会と神社との連絡相談員で主に神社行事全般の計画・運営補助を行う。年齢層は60代 - 70代が中心。例祭では裃で行列の前方でお道具の後ろを行く。

- 明神會役員：定員に空きが出た場合にブロック単位で選出される。神社行事全般の補助も行うが、神輿運行に特化した実戦部隊。本社神輿の担ぎ手の補助や指導、交通整理などを行う。年齢層は30代 - 40代が中心。例大祭では浴衣でいつでも神輿を担げる状態で、行列の数百m先での交通整理から、神輿の押さえ（補助）、最後尾より数百m後ろでの警備などに当っている。灯りの祭典「ちょうちん祭り」でも梅鼠色の袢纏で運行管理に就いている。

#### 記念誌
2014年（平成26年）10月に設立20周年を迎え、記念渡御と祝賀式典が行われたが、この際、58年ぶりに本社神輿がお浜降り（御濱降り）を行っている。この20周年を記念して発行された記念誌があり、限定販売で2015年3月末に400部が発行され2015年5月の例大祭を終えた数日後に完売となった。神社の歴史や大正時代からの写真、各町会の紹介、小田原流の歴史などが記載されている。
松原神社 明神會20周年記念誌の外観
松原神社 明神會20周年記念誌の外観

### 例祭に関する議題と提案
- 本社神輿の後入れ

他の神社では本社神輿が最後に宮入りをする所があり、当社もそうすべきだと言う案。意義としては先入れ・後入れ双方とも優劣なく成立するので、時間などを踏まえてメリット・デメリットを2013年頃から考証している。2014年秋時点での各町会の賛同状況については、賛成・反対＝ほぼ同数で、大半が「条件付き・どちらでも」である。
- 本社神輿のお浜降り

意義はあえて説明する必要はないが、例祭でお浜降りをしようという提案。2014年には御霊の入っていない状態であるが58年ぶりに御幸ノ浜にお濱降りし、端的には現代でも実行可能である事が証明された。しかしながら町内渡しや町会神輿のお浜降りとの兼ね合いから、時間や担ぎ手の問題があり、大きな変更と調整、各町会の賛同が必要と思われる。
- 別日開催

「神社毎に別日で例祭を斎行すべき」という案が、4社が同日開催になってから少なからず絶えず存在する。
この提案のメリットは、精神的には神社毎の例祭の意義を深化させることができる他、物質的には同日に行われている別の神社の祭りに参加できる・してもらえる可能性が見込める事である。
　この賛同者からは A「他の日にすれば、少ない所にも担ぎ手が集まる」、B「昔（昭和54年以前）の方が人がいっぱい来た！」との意見・主張の声が聞かれるが、
Aは余程の祭り好きでなければ他社への参加はないと思われる。現に、「氏子だから祭りに出てる」という者もおり、神事ではないが7月のちょうちん祭りを例に取れば灯を見るより明らかである。
　Bは、その時点・同じ条件での比較になっておらず、∵別日開催だったから→∴人がたくさんいた、という証明にはならない。これも現に、「他の神社の友人にも会えるから、小田原に（祭りで）帰って来る」という参加者や「どこ行っても山車や神輿がいるから写真を撮りに来ている」という祭り専門カメラマンもいる。

　また、もっとも問題なのは「どこの神社が何月何日にやるのか？」という点である。
1月は論外としても、4月でも市内の他地区で例大祭を行っている神社は多いため、担ぎ手の増加はそれほど見込めない。松原の例祭にぶつからない前後の週でも、自社の準備や片付け・慰労会（打ち合わせ）などがあると思われ、日程の調整は非常に難しいと推測できる。

　このように単純ではないが、上手く日程を調整・調節して別日で各社毎に例大祭を行えるのであれば、先述のメリットの他に、「小田原に行けば祭りをやっている」という印象を与える効果も期待でき、小田原流を観てもらえる機会も単純に4倍増える事にはなる。

### 注意点
- これだけの規模ながら、北條五代祭り当日のパレードコースを除いては通行止めにならないため、小田原駅周辺道路や国道1号および255号線は渋滞する。駅周辺や細街路に至っては、前も後ろも右も左も神輿と山車が渡御しており、一旦入ると中々出られない事態にまで停滞するので注意が必要である。
- 小田原担ぎ（小田原流）は木遣りの直後に走るので、神輿の前に出ると跳ねられる。

## 氏子地区名

### 解説
自治会地区と氏子町会地区は必ずしも一致せず、複数の会を持っている所、松原神社と隣接神社にまたがる区もあるが、町会単位としては26ヵ町存在する。

また、2社の龍宮神社は町会区ではなく、神輿会（同好会）に相当するが、海の神を祀る神社であり、漁師の祭りであった松原神社例大祭に於いて重要な存在であるため、一般的な同好会と違い、町会と同等以上の扱いを受ける。
※アルファベットは祭礼用ブロック名、続きは旧町名による地区名。
- 千度小路（龍宮神社）23区内に存在する。
- 古新宿（龍宮神社）15区16区にまたがる。
- 城山（1区）B緑
- 上幸田（2区）B緑
- 下幸田（3区）B緑 3区自治会としては大稲荷神社の「錦通り」も含み、子供会は一緒である。ちょうちん祭りでは緑連合として参加している。
- 台宿（8区）C新玉
- 白菊（9区）C新玉
- 七枚橋（10区）C新玉
- 新玉（11区）C新玉
- 御幸町（12区）C新玉
- 抹香町（13区）D新玉
- 新宿（14区）D新玉
- 北條稲荷（15区）D万年 名に冠してあるように稲荷神社がある町会。神輿は同社の神社神輿である。
- 上若・鍋町（16区）D万年
- 萬町（17区）D万年 区内には天王・稲荷神社が鎮座している。
- 高梨町（18区）D万年
- 唐人町（19区）D万年
- 一丁田（20区-1）C万年
- 青物町（20区-2）C万年
- 大手前（21区）B幸
- 宮ノ前（22区）B幸
- 千度小路魚がし（23区）A幸
- 代官町（24区）A幸
- 茶畑（25区）A幸
- 本町（26区）A幸
- 本丸（27区） B幸
- 筋違・欄干橋（28区）A十字
- 西海子（32区）A十字 居神神社の区域にもあり、例大祭は両方に参加している。祭礼時、事務所には居神神社・松原神社の掛軸が連座している。

参考：小田原市地理情報システム：ナビ・オダワラ

### 氏子町会ではないが過去に例大祭に参加（※）していた会
- 中川（精肉業者による同好会）
- 他1

※単に松原神社の氏子地区内での渡御があったのみで御霊は入っていなかったとされる。
どちらも1990年代前半に松原・大稲荷地区内での神輿運行があった。

## アクセス
- JR東日本小田原駅より徒歩約10分
- 西湘バイパス小田原インターチェンジより 約5分